# 魏钊 (北魏)
魏钊（？—？），字显义，钜鹿郡下曲阳县（今河北省晋州市）人，出自钜鹿魏氏西祖，北魏官员。

## 生平
魏钊原名显义，字弘理，魏孝文帝元宏赐名钊，仍命魏钊以显义为字。魏钊性格高雅辩才杰出，博览群书，有用世的才干，同时具备文才和武略的资质，在梁、楚、淮、泗之间很有名。魏孝文帝南征，听说后召见魏钊，魏钊到来后，魏孝文帝和他谈话非常高兴。魏孝文帝对魏钊说：“今日我此次行动，是你建立功勋的时候，努力吧，不要担心得不到富贵。”魏孝文帝任命魏钊出任内都直，侍卫左右。魏军抵达淮南，各地的城池没有被攻占也没有来投降的。魏钊预算是进前献计说：“陛下率领百万大军，如同风行电扫，攻占城池，所到之处无人敢上前对敌，即使有智慧的人也无计可施。然而大军驻扎在淮南已经很多日子了，义阳各城还敢抵御死守，这不是不怕灭亡，是自认为一定可以保全城池。但是陛下的士兵果勇精锐，杀人掠夺的还很多，人们都畏惧威力，还没有受到恩惠，担心一旦降服，妻子儿女无法保全，所以迟疑不决，不肯现行发动。臣请求乘机进入城内，去见城中的豪强大族，宣称圣上心意，向他们展示诚实信义，他们必定会老幼相随，到您面前自缚请罪。陛下再选拔其中的英杰人才，因才委任他们官职，其他各个城池可以不劳动军队而自然平定。”魏孝文帝非常高兴的说：“之所以召你你来，原本就是为了这事啊。你今天说的，正符合我的意愿。”魏钊于是夜入城中，向城中人表明危亡的日子，开示保全生命的道路，城中老幼喜悦，第二天早上就打开城门出来投降。从此向南进军，各地看见魏军一到就诚心归服，魏孝文帝对魏钊说：“你一席话，胜过十万军队。宣扬我的诚信恩义，传播于四方，实在是你一人之力。”魏孝文帝当即任命魏钊出任义阳郡太守、陵江将军。魏孝文帝又命令魏钊与各路将领率领士兵讨伐攻袭，和魏钊对敌的人没有不被击败的，军中佩服魏钊的勇敢。魏孝文帝更加高兴，对大臣们说：“中原的士大夫，我都提拔完了，文武胆略的才干，没有像魏钊这样的。”魏孝文帝又加授魏钊建忠将军，追赠魏钊父亲魏处为顺州刺史。当时北魏准备进攻江东，正要大力重用魏钊，魏钊遇上风痛病发作，魏孝文帝多次派医送药，魏钊竟然没有病愈康复，死时虚岁六十四。

## 其他
中华书局版《北史》的校勘记指出，《北史》魏钊传纪中魏钊是受到魏世祖赐名，而《通志·卷一五０》魏钊是受到魏孝文帝赐名。《北史》的体例称呼帝王用谥号，魏钊传此处却用庙号，与《北史》的惯例不一致。而且北魏世祖谥号太武，北魏高祖才谥号孝文。据《北史》下文写到世祖征召魏钊从军南伐，说服义阳（今河南信阳附近），考察北魏时期亲自率军南伐的，只有太武帝、孝文帝两位皇帝。太武帝于太平真君十一年四路进攻刘宋，直到瓜步，但没有进攻义阳的记载。孝文帝于太和十八年十二月南伐，一路由刘昶率领进攻义阳，到二十二年，又遣王肃进攻义阳，那么魏钊游说义阳，应当在孝文帝时期。《北史》下文又提到魏钊之子魏彦为赵郡王元干征辟开府参军，那么魏钊也不得早在太武帝时期，因此怀疑通志所记“孝文”是正确的版本。《魏书》没有魏钊传，《北史》应当是根据魏徵家传补上，这些内容言谈虚夸，不可尽信。

## 家庭

### 父亲
- 魏处，北魏追赠顺州刺史

### 子女
- 魏彦，北魏光州刺史